# Głożene (obwód Wraca)
Głożene (bułg. Гложене) – wieś w Bułgarii, w obwodzie Wraca, w gminie Kozłoduj. Według danych szacunkowych Ujednoliconego Systemu Ewidencji Ludności oraz Usług Administracyjnych dla Ludności, 15 września 2023 roku miejscowość liczyła 2604 mieszkańców.

## Historia
Według Bogdana Nikołowa (archeologa i miejscowego historyka – autora książki „Od Iskyru do Ogosty”) w centrum wsi odkryto pozostałości średniowiecznej osady z XI–XIV w.

## Osoby związane z miejscowością

### Urodzeni
- Petyr Jankow – bułgarski bułgarski rewolucjonista, czetnik Wasiła Adżałarskiego i Nikoły Grujczina[3]
- Rumen Surdżijski (1943–2019) – bułgarski reżyser
- Petko Wełczew – bułgarski rewolucjonista, czetnik Wasiła Adżałarskiego[3]